# Gare de Blue River
La  gare de Blue River est une gare ferroviaire canadienne du Canadien National, située au village de Blue River dans la province de la Colombie-Britannique.
C'est une halte voyageurs (arrêt sur réservation) de Via Rail Canada (VIA), desservie par le train Le Canadien.

## Service des voyageurs

### Accueil
Halte VIA, c'est un point d'arrêt non géré (PANG). L'arrêt des trains n'a lieu que s'il y a une réservation que cela soit pour en descendre ou y monter. .

### Desserte
Blue River est desservie par trois trains intercités ( Le Canadien) par semaine, dans chaque direction, sur la relation Vancouver - Toronto

### Intermodalité
Un parking pour les véhicules y est aménagé.